# Taufbecken (Belle-Église)

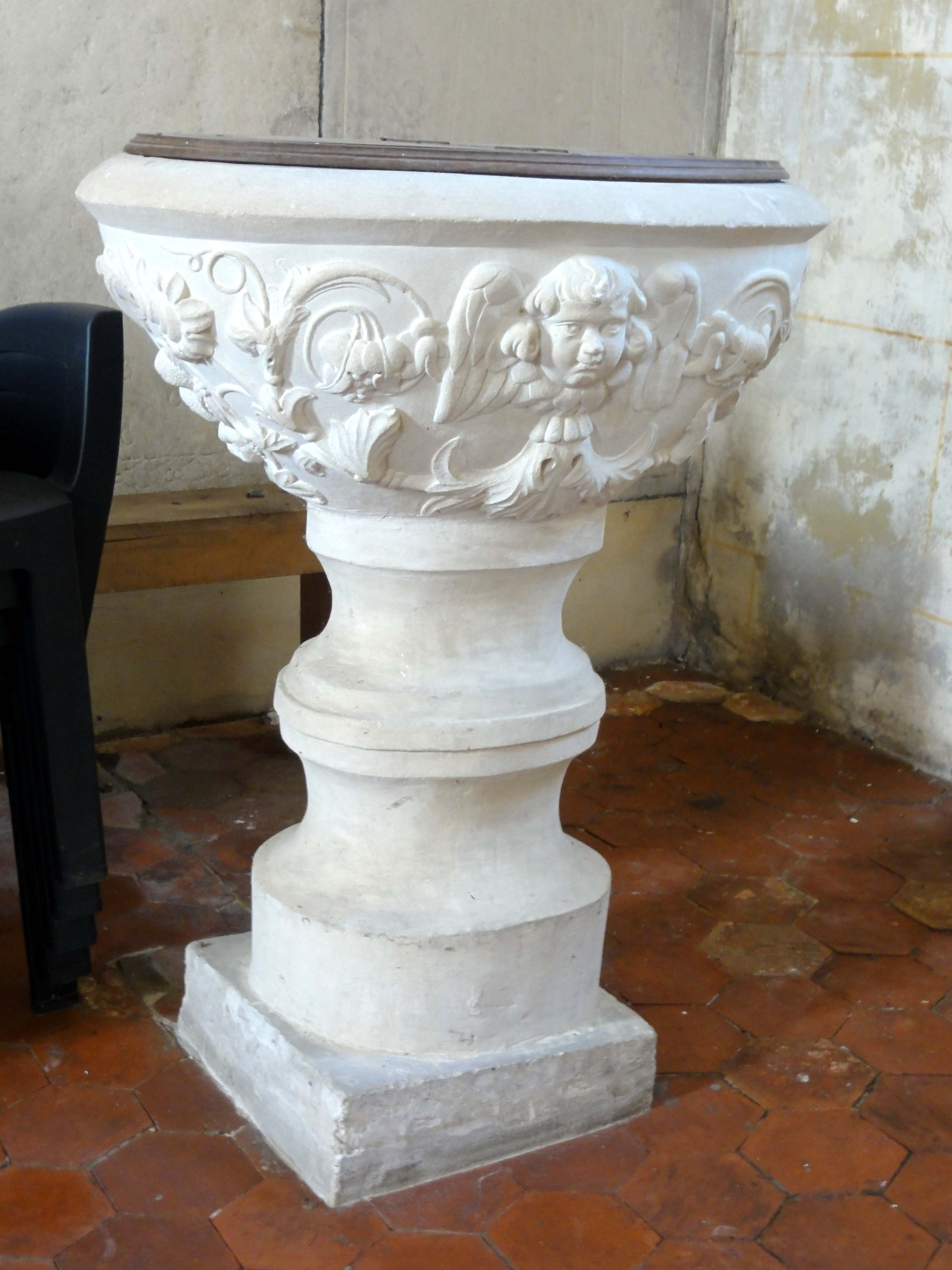
Taufbecken in Belle-Église

Das Taufbecken in der katholischen Kirche St-Martin in Belle-Église, einer französischen Gemeinde im Département Oise in der Region Hauts-de-France, wurde im 17. Jahrhundert von einer unbekannten Werkstatt geschaffen. 
Im Jahr 2007 wurde das barocke Taufbecken als Monument historique in die Liste der geschützten Objekte (Base Palissy) in Frankreich aufgenommen.
Das 1,05 Meter hohe Taufbecken aus Kalkstein ist an der Beckenaußenseite mit floralen Reliefs und zwei Engelsköpfen geschmückt. Das Becken wird von einem Holzdeckel bedeckt.